# Onthophagus queenslandicus
Onthophagus queenslandicus är en skalbaggsart som beskrevs av Blackburn 1903. Onthophagus queenslandicus ingår i släktet Onthophagus och familjen bladhorningar. Inga underarter finns listade i Catalogue of Life.